# Pisodonophis sangjuensis
Pisodonophis sangjuensis är en fiskart som beskrevs av Ji och Kim 2011. Pisodonophis sangjuensis ingår i släktet Pisodonophis och familjen Ophichthidae. Inga underarter finns listade i Catalogue of Life.